# Рудник Прінс-оф-Уельс
Рудник Прінс-оф-Уельс – колишній гірничодобувний майданчик на заході Австралії, одна з копалень на рудному полі Блек-Флег.
В 1987 році на півночі поля Блек-Флег почали розробку золоторудного родовища Прінс-оф-Уельс. Роботи велись підземним способом і станом на 1992 рік дозволили вилучити 570 тисяч тонн руди та 5 тонн золота.
В 1992-му під час циклону сильні зливи привели до затоплення рудника, до того ж виникли побоювання відносно стану копра та підйомного механізму шахти. Як наслідок, копальню закрили, при цьому залишкові ресурси оцінювались у 650 тисяч тонн руди та від 5,2 тонни золота.